# Shura Cherkassky
Shura Cherkassky  (ryska: Шура Черкасский: Sjura Tjerkassij, fullt namn  (ryska: Александр Исаакович Черкасский: Aleksandr Isaakovitj Tjerkassij), född den 7 oktober 1909 i Odessa, Guvernementet Cherson i dåvarande Kejsardömet Ryssland i nuvarande Ukraina, död den 25 december 1995 i London, var en ryskfödd amerikansk klassisk pianist av judisk härkomst, känd för sina framträdanden inom den romantiska repertoaren. Hans spel präglades av en virtuos teknik och sjungande pianoton.

## Biografi
Cherkasskys familj flydde till USA för att undkomma den ryska revolutionen. Shura fick sina första pianolektioner av sin mor, som en gång spelat för Tjajkovskij i St Petersburg. I USA fortsatte han utbildningen vid Curtis Institute of Music under Józef Hofmann. På lärarens inrådan övade han fyra timmar varje dag, vilket han fortsatte med genom hela livet, och på detta sätt skaffade sig en omfattande repertoar med hög standard från barock till Berio.
Cherkassky uppträdde aktivt ända till slutet av sitt liv och många av hans bästa inspelningar har gjorts under konserter. 
På 1940-talet flyttade Cherkassky till Kalifornien där han spelade med dirigenter som John Barbirolli och Leopold Stokowski. Han spelade spelade också Stravinskijs Three Pieces from Petrushka för kompositören. Konsertuppdragen var annars ovanliga för honom i Kalifornien under andra världskriget.
År 1946 hade han stor framgång i Hamburg med att spela Sergej Rachmaninovs Rhapsody på ett tema av Paganini under dirigenten Hans Schmidt-Isserstedt. Denna konsert ledde till Cherkassky popularitet i Tyskland och Österrike (Salzburg Festival) vilken varade till slutet av hans liv och bekräftade honom som en av de främsta pianisterna av hans tid. 
Det var efter hans framträdande i Wigmore Hall den 27 mars 1957 som Cherkasskys karriär satte fart i Storbritannien, och efter hans mors död i Nice, 1961, bosatte han sig i London där han bodde på The White House Hotel fram till sin död 1995.
Hans karriär blomstrade med framträdanden på alla de stora konsertscenerna i världen, såsom Concertgebouw i Amsterdam, Herkulessaal i München, Philharmonien i Berlin, Musikverein i Wien, Théâtre des Champs-Élysées och Suntory Hall i Tokyo, och även med alla världens stora orkestrar och dirigenter.

## Inspelningar
Under mer än sju decennier av hans konsertkarriär, med början på 1920-talet, gjorde Cherkassky ett stort antal inspelningar för RCA Victor, Vox, svenska Cupol, HMV, DG (den berömda Tchaikovsky konsertinspelningen), Tudor, Nimbus och Decca ("levande" BBC-inspelningar). Han gjorde sina sista inspelningar vid 85 års ålder, i maj 1995, sju månader före sin död. Dessa var ett urval av Rachmaninoffs stycken till att fungera som utfyllnad till hans inspelning av Rachmaninoffs Pianokonsert nr 3, som han gjorde året innan.